# Accord de Pretoria (2005)
Pour les articles homonymes, voir Accord de Pretoria.
L'accord de Pretoria est signé le 6 avril 2005 par le président Laurent Gbagbo, l'ancien président Henri Konan Bédié (chef du Parti démocratique de Côte d'Ivoire), le Premier ministre du gouvernement de réconciliation, Seydou Diarra, l'ancien Premier ministre Alassane Ouattara (chef du Rassemblement des républicains), le ministre d'Etat Guillaume Soro (secrétaire général des  Forces nouvelles) et le médiateur sud-africain, le président Thabo Mbeki.
Il déclare la cessation immédiate et définitive de toutes les hostilités et la fin de la guerre civile en Côte d'Ivoire.
Il prévoit le désarmement et le démantèlement des milices ainsi que la mise en œuvre du Plan National de désarmement, de démobilisation et de réinsertion.
Il modifie la composition et le fonctionnement de la Commission électorale indépendante.
Il demande à l'ONU de participer à l'organisation des élections générales.
Il est muet, en revanche, sur le droit de tous les leaders ivoiriens à se présenter à la prochaine élection présidentielle.